# 馬丘坦卡坦卡山
18°4′34″S 66°42′45″W / 18.07611°S 66.71250°W
馬丘坦卡坦卡山（Machu Tanka Tanka），是玻利維亞的山峰，位於該國中部科恰班巴省玻利瓦爾县，處於瓦伊納坦卡坦卡山東北面，屬於安第斯山脈的一部分，海拔高度4,866米。